# Telmatactis humilis
Telmatactis humilis is een zeeanemonensoort uit de familie Isophelliidae.
Telmatactis humilis is voor het eerst wetenschappelijk beschreven door Verrill in 1928.